# بهزاد خداویسی
بهزاد خداویسی (زاده ۱۲ فروردین ۱۳۴۴ در تهران) هنرپیشه سینما، تئاتر و تلویزیون ایرانی است.

## زندگی
بهزاد خداویسی در ۱۲ فروردین ۱۳۴۴ در تهران متولد شد. خداویسی پس از گذراندن دوره‌های بازیگری و کارگردانی در مقطع لیسانس در دانشکده هنرهای زیبای دانشگاه تهران موفق شد مدرک فوق لیسانس خود را هم دریافت کند. خداویسی علاوه بر بازیگری، به کار چهره پردازی هم مشغول بوده‌است. وی بیشتر از ۲۸ نمایشنامه، فیلم سینمایی و فیلم تلویزیونی را چهره پردازی کرده‌است. خداویسی از سن ۹ سالگی توسط کانون پرورش فکری کودکان و نوجوانان وارد حرفه بازیگری شد و نخستین تجربه بازیگری خود را با حضور در فیلم مستند جست و جو رقم زد. این فیلم ساخته برادرش، بهرام خداویسی بود. او با «تحفه‌ها» در سال ۶۶ برای اولین بار به سینمای ایران آمد، با بازی در نقش معلم فیلم «خمره» ساخته ابراهیم فروزش در سال ۷۰ مطرح شد و در سال‌های بعد در فیلم‌هایی چون ضیافت، «بانی چاو» و «غریبانه» هم ظاهر شد. با این وجود عمده درخشش او در سریال‌های پربیننده دهه هفتاد بود. بازی در نقش مصطفی دستیار کارآگاه اصفهانی سریال «سرنخ» ساخته کیومرث پوراحمد و مجید دانشجوی اصفهانی هنر در خانه دانشجویی سریال «روزگار جوانی» بیش از پیش چهره او را در ذهن بینندگان ثبت کرد. علاوه بر این، کتاب شعر در کوچه پس کوچه‌های ونیز را توسط انتشارات ادبی به چاپ رساند. او بعدها به تلویزیون راه یافت و با بازی در سریال‌هایی همچون سرنخ و روزگار جوانی به بازیگری محبوب در تلویزیون بدل شد به‌طوری که منتقدان او را عموماً بازیگری می‌دانند که در تلویزیون موفق‌تر بوده‌است.

## فیلم‌شناسی

### سینمایی
- در جستجوی قهرمان (۱۳۶۷)
- خمره (۱۳۷۰)
- مجسمه (۱۳۷۱)
- پرواز در پرواز (۱۳۷۱)
- من زمین را دوست دارم (۱۳۷۲)
- دره هزار فانوس (۱۳۷۲)
- عصیان (۱۳۷۳)
- ضیافت (۱۳۷۴)
- بانی چاو (۱۳۷۴)
- قاصدک (۱۳۷۵)
- غریبانه (۱۳۷۶)
- یاد سبز لک‌لک‌ها (به نمایش درنیامده، ۱۳۷۶)
- محبوبه (۱۳۷۷)
- ایران سرای من است (۱۳۷۷)
- آشوبگران (۱۳۷۷)
- پایان راه (۱۳۸۵)
- ساکن خانه چوبی (۱۳۹۱)
- دختران زمستان (۱۳۹۷)
- فصل ماهی سفید (۱۳۹۸)

### مجموعهٔ تلویزیونی
| سال        | عنوان مجموعه              | سمت    | کارگردان                | توضیحات         |  |
| ---------- | ------------------------- | ------ | ----------------------- | --------------- |  |
| درحال ساخت | سلمان فارسی               | بازیگر | داوود میرباقری          | شبکه یک         |  |
| ۱۴۰۱       | تمام رخ                   | بازیگر | محمود معظمی             | پخش از شبکه سه  |  |
| ۱۴۰۱       | آتش سرد                   | بازیگر | رضا ابوفاضلی            | پخش از شبکه دو  |  |
| ۱۳۹۸       | ستایش (فصل سوم)           | بازیگر | سعید سلطانی             | پخش از شبکه سه  |  |
| ۱۳۹۷       | ایراندخت                  | بازیگر | محمدرضا ورزی            | پخش از شبکه یک  |  |
| ۱۳۹۶       | هاتف                      | بازیگر | داریوش یاری             | پخش از شبکه یک  |  |
| ۱۳۹۵–۱۳۹۴  | معمای شاه                 | بازیگر | محمدرضا ورزی            | پخش از شبکه یک  |  |
| ۱۳۹۱       | تکیه بر باد               | بازیگر | محمود معظمی             | پخش از شبکه پنج |  |
| ۱۳۸۹       | تله فیلم ماهرخ            | بازیگر | حمیدرضا حافظی           | پخش از شبکه دو  |  |
| ۱۳۸۸       | فاکتور هشت                | بازیگر | رضا کریمی               | پخش از شبکه یک  |  |
| ۱۳۸۴       | چه کسی به سرهنگ شلیک کرد؟ | بازیگر | جواد اردکانی            | پخش از شبکه یک  |  |
| ۱۳۸۴       | راز ققنوس                 | بازیگر | نادر مقدس               | پخش از شبکه پنج |  |
| ۱۳۸۰       | جوانی                     | بازیگر | سعید سلطانی             | پخش از شبکه سه  |  |
| ۱۳۷۹       | آی آدم‌ها                  | بازیگر | جهان خادم المله         | پخش از شبکه دو  |  |
| ۱۳۷۹       | بچه های ادیب (آقا اجازه)  | بازیگر | مرتضی متولی             | پخش از شبکه دو  |  |
| ۱۳۷۸       | کاشانه                    | بازیگر | قاسم جعفری              | پخش از شبکه سه  |  |
| ۱۳۷۷       | روزگار جوانی              | بازیگر | شاپور قریب و اصغر توسلی | پخش از شبکه پنج |  |
| ۱۳۷۶–۱۳۷۵  | تهران ۱۱–۵۹۵ ج ۴۸         | بازیگر | مرضیه برومند            | پخش از شبکه پنج |  |
| ۱۳۷۵       | سرنخ                      | بازیگر | کیومرث پوراحمد          | پخش از شبکه یک  |  |
| ۱۳۷۵       | مدرسه مادربزرگ‌ها          | بازیگر | غلامرضا رمضانی          | پخش از شبکه پنج |  |
| ۱۳۷۵       | ناگفته‌ها                  | بازیگر |                         |                 |  |
| ۱۳۷۴       | سوخته‌دلان                 | بازیگر | بهروز طاهری             | پخش از شبک دو   |  |
| ۱۳۷۳       | علاءالدین و چراغ جادو     | بازیگر | بهرام شاه‌محمدلو         |                 |  |
| ۱۳۷۱       | چمدان                     | بازیگر | محمدرضا پاسدار          | پخش از شبکه یک  |  |

### کارگردانی
- سنگینی هستهٔ گیلاس[https://www.isna.ir/news/1402072214914/%D9%BE%D8%AE%D8%B4-%D8%B3%D8%B1%DB%8C%D8%A7%D9%84-%D9%82%D8%AF%DB%8C%D9%85%DB%8C-%D8%A8%DA%86%D9%87-%D9%87%D8%A7%DB%8C-%D8%A7%D8%AF%DB%8C%D8%A8-%D8%A8%D8%A7-%D8%A8%D8%A7%D8%B2%DB%8C-%D8%A8%D9%87%D8%B2%D8%A7%D8%AF-%D8%AE%D8%AF%D8%A7%D9%88%DB%8C%D8%B3%DB%8C ۲]
- رقص عشق[۳]
- دخمه[۳]
- قطار هشت و نیم[۴]
- نغمه‌های دلتنگی[۵]
- هفت خاطره[۶]
- دربست مولوی[۴]
- رهایی[۷]
- دختران زمستان[۸]
- هدیه‌ای برای یک روز غم‌انگیز[۹]
- همقفس[۱۰]
- بامن حرف بزن[۱۱]
- گناه بی‌گناهیه[۱۲]

### جوایز و انتخاب‌ها
برندهٔ جایزهٔ بهترین فیلم از جشنواره مدیا آرت ژاپن برای فیلم کوتاه همقفس
جایزهٔ بهترین کارگردانی از دومین جشنوارهٔ جهانی فیلم di Castel volturno در شهر ناپلی ایتالیا برای فیلم همقفس
برندهٔ جایزهٔ بهترین فیلمنامه از جشنوارهٔ فایک پرتغال برای فیلم همقفس
برندهٔ جایزهٔ بهترین فیلم از دو جشنوارهٔ فیلم توکیو و جشنوارهٔ فیلم جیرونا در اسپانیا برای فیلم هدیه‌ای برای یک روز غم‌انگیز
برندهٔ جایزهٔ ویژه هیئت داوران جشنوارهٔ جیرونا اسپانیا برای فیلم رهایی
برندهٔ جایزهٔ بهترین فیلم جشنوارهٔ Alter do Chão Film Festival برزیل برای فیلم سینمایی دختران زمستان
برندهٔ بهترین فیلم جشنوارهٔ لوئلا سوئد شده بود و در جشنواره‌های سلامت ایران، دوربان آفریقا، جاگران هند، یونیورسال فیلم فستیوال کانزاس، مانک فستیوال کلکته برای فیلم سینمایی دختران زمستان
برندهٔ جوایز بهترین فیلم از جشنوارهٔ لیفت هندوستان و آنتاکیای ترکیه و همچنین بهترین فیلمبرداری برای علیرضا زرین‌دست از جشنوارهٔ ایرانیان سانفرانسیسکو برای فیلم فصل ماهی سفید
برندهٔ بهترین فیلم کوتاه از جشنوارهٔ ژاپن و جشنوارهٔ جیرونا اسپانیا برای فیلم هدیه‌ای برای یک روز غم‌انگیز

### آثار و کتاب‌ها
در کوچه پس کوچه‌های ونیز
از پاریس تا دخمه
جاوید ایران